# Saxifraga degeniana
Saxifraga degeniana är en stenbräckeväxtart som beskrevs av Hand.-mazz. och J. Wagner. Saxifraga degeniana ingår i Bräckesläktet som ingår i familjen stenbräckeväxter. Inga underarter finns listade i Catalogue of Life.